# Gyöngyi Szalay-Horváth
Gyöngyi Szalay-Horváth (Tapolca, 24 de marzo de 1968–Veszprém, 30 de diciembre de 2017) fue una deportista húngara que compitió en esgrima, especialista en la modalidad de espada.
Participó en dos Juegos Olímpicos de Verano, obteniendo una medalla de bronce en Atlanta 1996, en la prueba individual, y el cuarto lugar en Sídney 2000, en la prueba por equipos.
Ganó once medallas en el Campeonato Mundial de Esgrima entre los años 1989 y 1999, y dos medallas en el Campeonato Europeo de Esgrima de 1991.

## Palmarés internacional
| Juegos Olímpicos   | Juegos Olímpicos            | Juegos Olímpicos  | Juegos Olímpicos   |
| Año                | Lugar                       | Medalla           | Prueba             |
| ------------------ | --------------------------- | ----------------- | ------------------ |
| 1996               | Atlanta (Estados Unidos)    | Medalla de bronce | Espada individual  |
| Campeonato Mundial |                             |                   |                    |
| Año                | Lugar                       | Medalla           | Prueba             |
| 1989               | Denver (Estados Unidos)     | Medalla de oro    | Espada por equipos |
| 1990               | Lyon (Francia)              | Medalla de plata  | Espada por equipos |
| 1991               | Budapest (Hungría)          | Medalla de oro    | Espada por equipos |
| 1993               | Essen (Alemania)            | Medalla de oro    | Espada por equipos |
| 1994               | Atenas (Grecia)             | Medalla de plata  | Espada por equipos |
| 1995               | La Haya (Países Bajos)      | Medalla de oro    | Espada por equipos |
| 1995               | La Haya (Países Bajos)      | Medalla de plata  | Espada individual  |
| 1997               | Ciudad del Cabo (Sudáfrica) | Medalla de oro    | Espada por equipos |
| 1997               | Ciudad del Cabo (Sudáfrica) | Medalla de bronce | Espada individual  |
| 1998               | La Chaux-de-Fonds (Suiza)   | Medalla de bronce | Espada individual  |
| 1999               | Seúl (Corea del Sur)        | Medalla de oro    | Espada por equipos |
| Campeonato Europeo |                             |                   |                    |
| Año                | Lugar                       | Medalla           | Prueba             |
| 1991               | Viena (Austria)             | Medalla de oro    | Espada por equipos |
| 1991               | Viena (Austria)             | Medalla de bronce | Espada individual  |